# لون جک (میزوری)
لون جک (به انگلیسی: Lone Jack) یک شهر در ایالات متحده آمریکا است که در شهرستان جکسون، میزوری واقع شده‌است. لون جک ۹٫۷۱ کیلومتر مربع مساحت و ۱٬۰۵۰ نفر جمعیت دارد و ۳۱۰ متر بالاتر از سطح دریا واقع شده‌است.